# Casque de feu
Casque de feu (The Hero and the Crown) est un roman de fantasy écrit par Robin McKinley et sorti en 1984. Le roman gagne le prix littéraire de la Médaille Newbery en 1985. Il est la préquelle du roman The Blue Sword (en), écrit en 1982. Le récit est centré sur « Aérine la Tueuse de Dragon », aussi connue sous le nom de « Aérine Casque de feu », l'héroïne qui est présentée comme un personnage légendaire dans The Blue Sword. Il narre son évolution de la fille timide et renfermée du Roi de Damar à la reine héroïque qui protège son peuple.

## Résumé
Aérine est la seule enfant d'Arlbeth, roi de Damar, et de sa seconde épouse. Aérine hérite de la peau pâle et des cheveux roux de sa mère, morte lors de sa naissance. Son apparence la distingue de tous les autres Damariens et la fait craindre et ostraciser. Sa propre Némésis à la cour royale est Galanna, une jeune femme belle mais vaine qui a répandu des rumeurs selon lesquelles la mère d'Aérine était une sorcière et qu'Aérine est une fille illégitime. Galanna nargue Aérine pour avoir échoué à développer le don connu sous le nom de kelar, une capacité à utiliser la magie dont tous les membres de la famille royale héritent dans une certaine mesure. Lors d'une de leurs disputes habituelles, Galanna la convainc de manger des feuilles de surka, une plante qui est toxique pour tous ceux qui ne sont pas de sang royal. Bien que manger de la plante ne tue pas Aérine, elle tombe gravement malade. 
Au cours de son rétablissement, elle tombe sur un livre d'histoire de Damar et des énormes dragons d'autrefois qui terrorisaient le pays et dont il ne reste que des parents bien plus petits. Cherchant la tranquillité dans les pâturages où paisse Talat, l'ancien cheval de guerre de son père réformé à la suite d'une blessure, Aérine lit le livre tout en se liant d'amitié avec le cheval têtu et fier. À la fin du livre, elle trouve la recette incomplète du kenet, une pommade destinée à protéger le porteur des effets du feu. Tout en expérimentant pour recréer la pommade, elle s'entraîne également au combat à cheval avec Talat. Finalement, elle quitte le château en douce pour tuer un petit dragon qui terrorise un village. Son succès lui vaut une petite notoriété et des demandes d'assistance d'autres villages. Au même moment, les ennuis viennent du nord, sous la forme d'un des barons, Nyrlol, qui menace de déclencher une guerre civile... 

## Accueil

### Distinctions et récompenses
Casque de feu reçoit le prix de la Médaille Newbery en 1985. Le livre est également nommé au Prix Mythopoeic la même année.

### Critique
Dans un essai rétrospectif sur les livres ayant reçu la médaille Newbery de 1976 à 1985, la critique littéraire Zena Sutherland a écrit : « Longue et complexe par intermittence, l'histoire impressionne par sa portée et son balayage et par son pouvoir narratif plutôt que par la profondeur de sa caractérisation ; il a de nombreux éléments folkloriques familiers, mais ils sont assemblés avec une industrie considérable et un certain panache. »

## Publication
- Casque de feu, Le Livre de poche jeunesse, 1987 ((en) The Hero and the Crown, 1984), trad. Jeanne Bouniort, 448 p.  (ISBN 2-253-04340-0)[5].